# Людвиг Кламор Маркварт
Людвиг Кламор Маркварт (29 марта 1804 — 10 мая 1881) — немецкий фармацевт и предприниматель.  
Родился в Оснабрюке. Подростком он был учеником фармацевта в городе Диссен, а затем помощником фармацевта в Лингене и Вердене. Позже он был надзирателем аптек в районе Кельна, а в 1835 году получил докторскую степень по фармацевтической химии в Гейдельбергском университете. 
В 1837 году он основал частный фармацевтический институт в Бонне, где преподавал до 1845 года. 
Одним из его учеников в институте был известный химик Ремигиус Фрезениус (1818—1897). 
В 1845 году Маркварт основал в Бонне Marquart’s Lager Chemischer Utensilien, фабрику по производству тонких химикатов и фармацевтических препаратов. Сегодня  производство в Бонне является частью компании Evonik Industries; что делает последнюю одним из старейших производителей химикатов в Германии. В 1835 году Маркварту приписывают создание химического термина «антоциан» для обозначения синего пигмента василька. 
В 1842 году немецкий натуралист Юстус Карл Хаскарл назвал в его честь род Marquartia (семейство Pandanaceae).